# Pinacodera abbreviata
Pinacodera abbreviata är en skalbaggsart som beskrevs av Thomas Casey. Pinacodera abbreviata ingår i släktet Pinacodera och familjen jordlöpare. Inga underarter finns listade i Catalogue of Life.